# Ana Iriarte Goñi
Ana Iriarte Goñi   (Pamplona, 23 de març de 1956) és una ex-catedràtica d'Història antiga de la Universitat del País Basc.

## Biografia
Va ser deixebla de l'hel·lenista Nicole Loraux al Centre de recherches Louis Gernet de l'École des hautes études en sciences sociales (EHESS) de París. El 1981, va presentar el DÉA (Diplôme d'Études Approfondies) titulat La Pythie dans la tradition historiographique. A continuació, va obtenir les beques predoctorals de la DGRST (Délégation Générale à la Recherche Scientifique et Technique)  de l'Académie de París (1982-1983) i del Govern Basc (1984-1985) i va ser investigadora visitant a la Fondation Hardt (Vandoeuvres, Suïssa). El 1986, va defensar a l'EHESS la tesi doctoral titulada À propos du langage  figuré et de quelques figures de l'énigme dans la tradition littéraire grecque.

## Trajectòria professional
Com a professora visitant va realitzar estades de recerca a l'Scuola Normale Superiore de Pisa (1993), al Departament de clàssiques de la Universitat Harvard (1996) i, de manera assídua, a l'Institut ANHIMA (Anthropologie et histoire des mondes antiques), aprofundint sempre en la Història de Grècia des d'una perspectiva antropològica que interpel·la el present occidental.
El teatre àtic, sobretot la tragèdia àtica, i la democràcia, l'ús polític del mite, les identitats culturals i la violència de gènere a la Grècia antiga han estat els seus àmbits d'estudi més recurrents. En la seva línia de recerca pròpiament historiogràfica s'emmarquen diversos articles sobre l'École de Paris, així com el volum Historiografia y el mundo griego.
Ha impartit cursos i conferències a universitats i institucions culturals espanyoles i estrangeres, com l'EHESS (1991), la Universitat de Buenos Aires (2003 i 2007), La Sorbona (2004), la Universitat Federal de Rio de Janeiro (2013), la Universitat Nacional Autònoma de Mèxic (2015) o la Universitat de Tolosa Jean Jaurès (2016). També ha format part d'alguns comitès científics de diverses revistes especialitzades, com, per exemple, Tempvs. Revista de actualización científica sobre el Mundo Clásico en España, Studia Philologica Valentina o Sociedades precapitalistas. Revista de Historia Social.

## Obra

### Llibres
- Las redes del enigma. Voces femeninas en el pensamiento griego, Madrid, Taurus, 1990. ISBN 978-84-306-0132-5.
- Democracia y tragedia: la era de Pericles, Madrid, Akal, 1996. ISBN 978-84-460-0616-9.
- De Amazonas a ciudadanos. Pretexto ginecocrático y patriarcado en la antigua Grecia, Madrid, Akal, 2002, ISBN 978-84-460-1168-2.
- Historiografía y el mundo griego, Guipuzkoa, Servicio editorial de la universidad del País Vasco, 2011. ISBN 978-84-9860-529-7.
- Feminidades y convivencia política en la antigua Grecia, Madrid, Ed. Síntesi, 2020. ISBN 978-84-1357-020-4.

### Edicions
- «El pensamiento de la división», Pròleg a N. Loraux, La tragédie d'Athènes. La politique entre l'ombre et l'utopie (2005), Madrid, Akal, 2008. ISBN 978-84-460-2541-2.
- Nuevas rutas para Clio. El impacto de las teóricas francesas en la historiografía feminista española, Barcelona, Icària, 2009. ISBN 978-84-9888-058-8.
- Idades e gènero na literatura e na arte da Grécia antiga (amb L. de Nazaré Ferreira) Sâo Paulo-Coïmbra, Annablume Editora & Impresa da Universidade de Coïmbra, 2015. ISBN 978-989-26-1016-0.

## Reconeixements
- El 2024 va ser nomenada doctora honoris causa per la Universitat d'Oviedo a proposta del Grupo Deméter. Maternidad, género y familia.[7][8]